# Александар Кітінов
Александар Кітінов (нар. 13 січня 1971) — колишній північномакедонський тенісист.
Найвищу одиночну позицію світового рейтингу — 296 місце досяг 29 квітня 1996, парну — 38 місце — 15 листопада 1999 року.
Здобув 3 парні титули.
Найвищим досягненням на турнірах Великого шолома був чвертьфінал в змішаному парному розряді.

## Фінали Туру ATP

### Парний розряд (3–4)
| Результат | Ранг | Дата     | Турнір              | Покриття   | Партнер        | Суперники                         | Рахунок               |
| --------- | ---- | -------- | ------------------- | ---------- | -------------- | --------------------------------- | --------------------- |
| Поразка   | 1.   | Лип 1997 | Ньюпорт, США        | Трава      | Кент Кіннієр   | Джастін Гімелстоб Бретт Стівен    | 3–6, 4–6              |
| Перемога  | 1.   | Вер 1997 | Борнмут, Англія     | Ґрунт      | Кент Кіннієр   | Альберто Мартін Кріс Вілкінсон    | 7–6, 6–2              |
| Поразка   | 2.   | Лют 1999 | Сан-Хосе, США       | Тверде (i) | Ненад Зімоньїч | Тодд Вудбрідж Марк Вудфорд        | 5–7, 7–6(7–3), 4–6    |
| Поразка   | 3.   | Лип 1999 | Гштад, Швейцарія    | Ґрунт      | Ерік Тайно     | Доналд Джонсон Цирил Сук          | 5–7, 6–7(4–7)         |
| Поразка   | 4.   | Лип 1999 | Штутгарт, Німеччина | Ґрунт      | Джек Вейт      | Жайме Онсінс Даніель Оршанік      | 2–6, 1–6              |
| Перемога  | 2.   | Жов 1999 | Базель, Швейцарія   | Килим      | Брент Гейгарт  | Їржі Новак (тенісист) Давід Рікл  | 0–6, 6–4, 7–5         |
| Перемога  | 3.   | Вер 2001 | Бухарест, Румунія   | Ґрунт      | Юган Ландсберг | Пабло Альбано Марк-Кевін Гелльнер | 6–4, 6–7(5–7), [10–6] |